# Lijst van deelnemende landen aan de Olympische Winterspelen 2006
De XXe Olympische Winterspelen werden gehouden in Turijn, Italië van 10 tot en met 26 februari 2006. Deze pagina geeft een overzicht per continent van de deelnemende landen en de vlaggendragers weer.

## Afrika
| land        | vlaggendrager           | uitgebreid                                     |
| ----------- | ----------------------- | ---------------------------------------------- |
| Algerije    | Christelle Laura Douibi | Algerije op de Olympische Winterspelen 2006    |
| Ethiopië    | Robel Teklemariam       | Ethiopië op de Olympische Winterspelen 2006    |
| Kenia       | Philip Boit             | Kenia op de Olympische Winterspelen 2006       |
| Madagaskar  | Mathieu Razanakolona    | Madagaskar op de Olympische Winterspelen 2006  |
| Senegal     | Leyti Seck              | Senegal op de Olympische Winterspelen 2006     |
| Zuid-Afrika | Alexander Heath         | Zuid-Afrika op de Olympische Winterspelen 2006 |

## Amerika
| land                        | vlaggendrager              | uitgebreid                                                     |
| --------------------------- | -------------------------- | -------------------------------------------------------------- |
| Amerikaanse Maagdeneilanden | Anne Abernathy             | Amerikaanse Maagdeneilanden op de Olympische Winterspelen 2006 |
| Argentinië                  | María Belén Simari Birkner | Argentinië op de Olympische Winterspelen 2006                  |
| Bermuda                     | Patrick Singleton          | Bermuda op de Olympische Winterspelen 2006                     |
| Brazilië                    | Isabel Clark               | Brazilië op de Olympische Winterspelen 2006                    |
| Canada                      | Danielle Goyette           | Canada op de Olympische Winterspelen 2006                      |
| Chili                       | Daniela Anguita            | Chili op de Olympische Winterspelen 2006                       |
| Costa Rica                  | Arthur James Barton        | Costa Rica op de Olympische Winterspelen 2006                  |
| Venezuela                   | Werner Hoeger              | Venezuela op de Olympische Winterspelen 2006                   |
| Verenigde Staten            | Chris Witty                | Verenigde Staten op de Olympische Winterspelen 2006            |

## Azië
| land           | vlaggendrager              | uitgebreid                                        |
| -------------- | -------------------------- | ------------------------------------------------- |
| China          | Yang Yang                  | China op de Olympische Winterspelen 2006          |
| Chinees Taipei | Chih-Hung Ma               | Chinees Taipei op de Olympische Winterspelen 2006 |
| Hongkong       | Yueshuang Han              | Hongkong op de Olympische Winterspelen 2006       |
| India          | Neha Ahuja                 | India op de Olympische Winterspelen 2006          |
| Iran           | Saveh Shemshaki Shemshaki  | Iran op de Olympische Winterspelen 2006           |
| Japan          | Joji Kato                  | Japan op de Olympische Winterspelen 2006          |
| Kazachstan     | Alexandr Koreshkov         | Kazachstan op de Olympische Winterspelen 2006     |
| Kirgizië       | Ivan Borisov               | Kirgizië op de Olympische Winterspelen 2006       |
| Libanon        | Edmond Keiroue             | Libanon op de Olympische Winterspelen 2006        |
| Mongolië       | Khurel Baatar Khash-Erdene | Mongolië op de Olympische Winterspelen 2006       |
| Nepal          | Dachhiri Sherpa            | Nepal op de Olympische Winterspelen 2006          |
| Noord-Korea    | Jong-In Han                | Noord-Korea op de Olympische Winterspelen 2006    |
| Oezbekistan    | Kayrat Ermetov             | Oezbekistan op de Olympische Winterspelen 2006    |
| Tadzjikistan   | Andrei Drygin              | Tadzjikistan op de Olympische Winterspelen 2006   |
| Thailand       | Prawat Nagvajara           | Thailand op de Olympische Winterspelen 2006       |
| Zuid-Korea     | Bora Lee                   | Zuid-Korea op de Olympische Winterspelen 2006     |

## Europa
| land                  | vlaggendrager           | uitgebreid                                               |
| --------------------- | ----------------------- | -------------------------------------------------------- |
| Albanië               | Erjon Tola              | Albanië op de Olympische Winterspelen 2006               |
| Andorra               | Alex Antor              | Andorra op de Olympische Winterspelen 2006               |
| Armenië               | Vazgen Azroyan          | Armenië op de Olympische Winterspelen 2006               |
| Azerbeidzjan          | Igor Loekanin           | Azerbeidzjan op de Olympische Winterspelen 2006          |
| België                | Kevin Van Der Perren    | België op de Olympische Winterspelen 2006                |
| Bosnië en Herzegovina | Aleksandra Vasiljevic   | Bosnië en Herzegovina op de Olympische Winterspelen 2006 |
| Bulgarije             | Ekaterina Dafovska      | Bulgarije op de Olympische Winterspelen 2006             |
| Cyprus                | Theodoros Christodoulou | Cyprus op de Olympische Winterspelen 2006                |
| Denemarken            | Dorthe Holm             | Denemarken op de Olympische Winterspelen 2006            |
| Duitsland             | Kati Wilhelm            | Duitsland op de Olympische Winterspelen 2006             |
| Estland               | Eveli Saue              | Estland op de Olympische Winterspelen 2006               |
| Finland               | Janne Lahtela           | Finland op de Olympische Winterspelen 2006               |
| Frankrijk             | Bruno Mingeon           | Frankrijk op de Olympische Winterspelen 2006             |
| Georgië               | Vachtang Moervanidze    | Georgië op de Olympische Winterspelen 2006               |
| Griekenland           | Eleftherios Fafalis     | Griekenland op de Olympische Winterspelen 2006           |
| Groot-Brittannië      | Rhona Martin            | Groot-Brittannië op de Olympische Winterspelen 2006      |
| Hongarije             | Rozsa Darazs            | Hongarije op de Olympische Winterspelen 2006             |
| Ierland               | Kirsten McGarry         | Ierland op de Olympische Winterspelen 2006               |
| IJsland               | Dagny Kristjansdottir   | IJsland op de Olympische Winterspelen 2006               |
| Israël                | Galit Chait             | Israël op de Olympische Winterspelen 2006                |
| Italië                | Carolina Kostner        | Italië op de Olympische Winterspelen 2006                |
| Kroatië               | Janica Kostelić         | Kroatië op de Olympische Winterspelen 2006               |
| Letland               | Arturs Irbe             | Letland op de Olympische Winterspelen 2006               |
| Liechtenstein         | Jessica Walter          | Liechtenstein op de Olympische Winterspelen 2006         |
| Litouwen              | Vida Venciene           | Litouwen op de Olympische Winterspelen 2006              |
| Luxemburg             | Fleur Maxwell           | Luxemburg op de Olympische Winterspelen 2006             |
| Noord-Macedonië       | Gorgi Markovski         | Macedonië op de Olympische Winterspelen 2006             |
| Moldavië              | Natalia Levtchenkova    | Moldavië op de Olympische Winterspelen 2006              |
| Monaco                | Patrice Servelle        | Monaco op de Olympische Winterspelen 2006                |
| Nederland             | Jan Bos                 | Nederland op de Olympische Winterspelen 2006             |
| Noorwegen             | Paal Trulsen            | Noorwegen op de Olympische Winterspelen 2006             |
| Oekraïne              | Natalia Yakushenko      | Oekraïne op de Olympische Winterspelen 2006              |
| Oostenrijk            | Renate Goetschl         | Oostenrijk op de Olympische Winterspelen 2006            |
| Polen                 | Jagna Marczulajtis      | Polen op de Olympische Winterspelen 2006                 |
| Portugal              | Danny Silva             | Portugal op de Olympische Winterspelen 2006              |
| Roemenië              | Chiper Gheorghe         | Roemenië op de Olympische Winterspelen 2006              |
| Rusland               | Dmitry Dorofeev         | Rusland op de Olympische Winterspelen 2006               |
| San Marino            | Marino Cardelli         | San Marino op de Olympische Winterspelen 2006            |
| Servië en Montenegro  | Jelena Lolovic          | Servië en Montenegro op de Olympische Winterspelen 2006  |
| Slovenië              | Brankovic Tadeja        | Slovenië op de Olympische Winterspelen 2006              |
| Slowakije             | Walter Marx             | Slowakije op de Olympische Winterspelen 2006             |
| Spanje                | Maria Jose Rienda       | Spanje op de Olympische Winterspelen 2006                |
| Tsjechië              | Martina Sáblíková       | Tsjechië op de Olympische Winterspelen 2006              |
| Turkije               | Tugba Karademir         | Turkije op de Olympische Winterspelen 2006               |
| Wit-Rusland           | Alexandre Popov         | Wit-Rusland op de Olympische Winterspelen 2006           |
| Zweden                | Anja Pärson             | Zweden op de Olympische Winterspelen 2006                |
| Zwitserland           | Philipp Schoch          | Zwitserland op de Olympische Winterspelen 2006           |

## Oceanië
| land          | vlaggendrager | uitgebreid                                       |
| ------------- | ------------- | ------------------------------------------------ |
| Australië     | Alisa Camplin | Australië op de Olympische Winterspelen 2006     |
| Nieuw-Zeeland | Sean Becker   | Nieuw-Zeeland op de Olympische Winterspelen 2006 |

Albanië · Algerije · Amerikaanse Maagdeneilanden · Andorra · Argentinië · Armenië · Australië · Azerbeidzjan · België · Bermuda · Bosnië en Herzegovina · Brazilië · Bulgarije · Canada · Chili · China · Chinees Taipei · Costa Rica · Cyprus · Denemarken · Duitsland · Estland · Ethiopië · Finland · Frankrijk · Georgië · Griekenland · Groot-Brittannië · Hongarije · Hongkong · Ierland · IJsland · India · Iran · Israël · Italië · Japan · Kazachstan · Kenia · Kirgizië · Kroatië · Letland · Libanon · Liechtenstein · Litouwen · Luxemburg · Macedonië · Madagaskar · Moldavië · Monaco · Mongolië · Nederland · Nepal · Nieuw-Zeeland · Noord-Korea · Noorwegen · Oekraïne · Oezbekistan · Oostenrijk · Polen · Portugal · Roemenië · Rusland · San Marino · Senegal · Servië en Montenegro · Slovenië · Slowakije · Spanje · Tadzjikistan · Thailand · Tsjechië · Turkije · Venezuela · Verenigde Staten · Wit-Rusland · Zuid-Afrika · Zuid-Korea · Zweden · Zwitserland